# クリストフ・クラーラー
クリストフ・クラーラー（Christoph Klarer、2000年6月14日 - ）は、オーストリア・ベーハイムキルヒェン出身のサッカー選手。バーミンガム・シティFC所属。ポジションはDF。

## クラブ経歴
2016年に母国オーストリアのSKラピード・ウィーンからサウサンプトンFCのアカデミーへ移籍した。2020年1月7日、2019-20シーズン終了時までの契約でSKNザンクト・ペルテンへレンタル移籍をした。
2020年10月5日、フォルトゥナ・デュッセルドルフへ移籍し、4年契約を結んだ。
2023年7月18日、ブンデスリーガ昇格が決定していたSVダルムシュタット98に4年契約で移籍した。
2024年7月20日、バーミンガム・シティFCに3年契約で移籍した。